# Jim Kelly (Footballspieler)
James Edward „Jim“ Kelly (* 14. Februar 1960 in East Brady, Pennsylvania) ist ein ehemaliger US-amerikanischer American-Football-Spieler der Houston Gamblers der United States Football League (USFL) und der Buffalo Bills der National Football League (NFL). Er spielte auf der Position des Quarterbacks und führte die Bills in vier aufeinanderfolgende Super Bowls. Kelly wurde 2002 in die Pro Football Hall of Fame aufgenommen.

## Karriere
Kelly wurde nach einer vielversprechenden Karriere im College Football an der University of Miami im NFL Draft 1983 von den Buffalo Bills als 14. Spieler ausgewählt. Da der Quarterback „auf gar keinen Fall“ dort spielen wollte, nahm er lieber ein lukratives Angebot der Konkurrenzliga United States Football League (USFL) an, um sich den Houston Gamblers anzuschließen. Kelly erlebte dort zwei erfolgreiche Jahre, in denen er u. a. zum Most Valuable Player (Wertvollster Spieler) gewählt wurde. Als die Gamblers 1985 pleitegingen, schloss er sich 1986 eher widerwillig den Bills an. Doch unter Head Coach Marv Levy etablierte sich Kelly in der NFL als einer der besten Starting-Quarterbacks. Kelly hatte sowohl in der Offense, mit Runningback Thurman Thomas, den Wide Receivern Andre Reed und James Lofton, als auch in der Defense, mit Defensive End Bruce Smith und Linebacker Cornelius Bennett und mit Steve Tasker in den Special Teams vielfache Pro-Bowl-Spieler um sich herum. Kelly wurde Teil des „K-Gun“, einer das ganze Spiel über durchgezogenen Hurry-up Offense. Als Quarterback der wohl schnellsten Offense der Liga wurde Kelly fünf Mal in den Pro Bowl gewählt und erreichte mit den Bills viermal nacheinander den Super Bowl (XXV, XXVI, XXVII, XXVIII), konnte ihn aber nie gewinnen. 1996 trat er im Alter von 36 Jahren zurück. Mit 101 Saisonsiegen war er zu diesem Zeitpunkt erst der neunte Quarterback, der einhundert NFL-Spiele gewann. 2001 ehrten ihn die Bills, indem sie sein Trikot mit der Nummer #12 zurückzogen, und ein Jahr darauf wurde er in die Pro Football Hall of Fame aufgenommen.

## Privatleben
Kelly ist mit seiner Ehefrau Jill verheiratet, hat mit ihr zwei Töchter und hatte einen Sohn namens Hunter. Hunter Kelly litt an Morbus Krabbe, war sein ganzes Leben ein Pflegefall und starb 2005 im Alter von acht Jahren. Kelly widmete seine Rede zur Aufnahme in die Hall of Fame seinem Sohn und gründete die „Hunters-Hope“-Stiftung, die sich der Bekämpfung dieser Krankheit widmet. Seit dem Ende seiner Karriere leidet Kelly selbst an schweren Nacken- und Rückenproblemen, so dass mehrere Wirbel mit Metallplatten fixiert werden mussten. 2013 erkrankte Kelly an einem Plattenepithelkarzinom, weswegen ihm Teile seines linken Oberkiefers entfernt und eine Prothese implantiert wurden. Im März 2014 wurde bekannt, dass Kellys Krebserkrankung wiedergekehrt sei. Im Herbst desselben Jahres meldeten Kellys Ärzte, dass seine Erkrankung „nicht mehr festzustellen“ sei.